# Stéphane Javelle

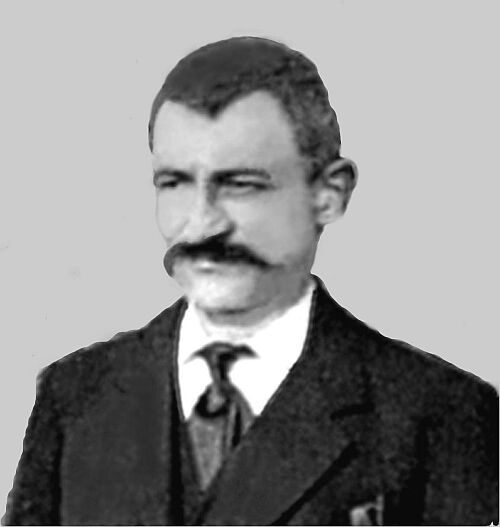
Stéphane Javelle

Stéphane Javelle (* 16. November 1864 in Lyon; † 3. August 1917 in Nizza) war ein französischer Astronom.

## Leben
Javelle arbeitete von 1888 am Observatoire de Nice (Observatorium von Nizza) als Assistent von Henri Joseph Perrotin. Er entdeckte 1364 Objekte des Index-Katalogs.